# Mamadou Diallo (football, 1982)
Pour les articles homonymes, voir Mamadou Diallo et Diallo.
Mamadou Diallo est un footballeur international malien, né à Bamako (Mali) le 17 avril 1982. Il évoluait au poste d'attaquant de 2000 à 2018.

## Biographie
Mamadou Diallo intègre le Centre Salif Keita à l'âge de 15 ans et y commence sa formation comme milieu de terrain. Il y restera six ans avant de partir pour l'Algérie et le club de la capitale, l'USM Alger où il est replacé avant-centre. Repéré par le FC Nantes, il ne reste qu'un an dans le club algérien avant de s'envoler pour la France pour une indemnité estimée à 700 000 €.
Même s'il ne marque que quatre buts pour sa première année en Europe, il se distingue en inscrivant le but de la victoire du dernier match de la saison opposant Nantes au FC Metz, permettant ainsi à son club de se maintenir en Ligue 1. Sa deuxième saison est meilleure puisque son total de buts se porte à 10, ce qui fait de lui le meilleur buteur du club cette année-là. Il ne confirme pas pour l'exercice 2006-2007 et, à la suite de cette année décevante, il signe à l'intersaison un contrat de trois ans en faveur du Qatar SC pour 2,5 millions d'euros. Il ne restera que huit mois au Qatar puisqu'il rejoint en février 2008 le club d'Al Jazira Abu Dhabi.
Après un an et demi passé dans le Moyen-Orient, il fait son retour sur les pelouses françaises en janvier 2009 avec Le Havre Athletic Club. Son passage est mitigé : après une fin de saison 2008-2009 convaincante malgré la dernière place en Ligue 1 et une bonne saison 2009-2010 où il termine dans les 10 meilleurs buteurs de Ligue 2 avec 13 réalisations, sa dernière année en Normandie est plus compliquée : il perd peu à peu sa place de titulaire au profit de Ryan Mendes da Graça et pâtit de l'éclosion de Brice Jovial. Il termine le championnat remplaçant et s'engage pour deux ans avec le CS Sedan Ardennes à l'intersaison.

## Statistiques
| Saison              | Club               | Championnat     | Championnat | Championnat | Coupes nationales | Coupes nationales | Coupes continentales | Coupes continentales | Coupes continentales | Autres | Autres | Autres |
| Saison              | Club               | Division        | Matchs      | Buts        | Matchs            | Buts              | Type                 | Matchs               | Buts                 | Type   | Matchs | Buts   |
| ------------------- | ------------------ | --------------- | ----------- | ----------- | ----------------- | ----------------- | -------------------- | -------------------- | -------------------- | ------ | ------ | ------ |
| 2000–2001           | Centre Salif Keita | Division 1      | 66          | 14          | -                 | -                 | -                    | -                    | -                    | -      | -      | -      |
| 2001–2002           | Centre Salif Keita | Division 1      | 66          | 14          | -                 | -                 | -                    | -                    | -                    | -      | -      | -      |
| 2002–2003           | Centre Salif Keita | Division 1      | 66          | 14          | -                 | -                 | -                    | -                    | -                    | -      | -      | -      |
| déc.-mai 2003–2004  | USM Alger          | Division 1      | 10          | 2           | 4                 | 1                 | C1                   | 4                    | 5                    | -      | -      | -      |
| août-déc. 2004–2005 | USM Alger          | Division 1      | 11          | 4           | -                 | -                 | C1                   | 6                    | 5                    | -      | -      | -      |
| déc.-mai 2004–2005  | FC Nantes          | Ligue 1         | 19          | 4           | 2                 | 2                 | -                    | -                    | -                    | -      | -      | -      |
| 2005–2006           | FC Nantes          | Ligue 1         | 35          | 10          | 3                 | 1                 | -                    | -                    | -                    | CdL    | 2      | 2      |
| 2006–2007           | FC Nantes          | Ligue 1         | 31          | 4           | 5                 | 0                 | -                    | -                    | -                    | CdL    | 1      | 0      |
| sep.-fév. 2007–2008 | Qatar SC           | Division 1      | 26          | 13          | -                 | -                 | -                    | -                    | -                    | -      | -      | -      |
| fév.-mai 2007–2008  | Al-Jazira Club     | Division 1      | 28          | 6           | -                 | -                 | -                    | -                    | -                    | -      | -      | -      |
| sep.-jan. 2008–2009 | Al-Jazira Club     | Division 1      | 28          | 6           | -                 | -                 | -                    | -                    | -                    | -      | -      | -      |
| jan.-mai 2008–2009  | Le Havre AC        | Ligue 1         | 16          | 3           | 1                 | 0                 | -                    | -                    | -                    | -      | -      | -      |
| 2009–2010           | Le Havre AC        | Ligue 1         | 33          | 13          | -                 | -                 | -                    | -                    | -                    | CdL    | 1      | 0      |
| 2010–2011           | Le Havre AC        | Ligue 1         | 28          | 3           | 1                 | 0                 | -                    | -                    | -                    | CdL    | 3      | 0      |
| 2011–2012           | CS Sedan Ardennes  | Ligue 2         | 34          | 9           | 2                 | 1                 | -                    | -                    | -                    | CdL    | 3      | 2      |
| 2012–2013           | CS Sedan Ardennes  | Ligue 2         | 13          | 3           | -                 | -                 | -                    | -                    | -                    | CdL    | 1      | 1      |
| 2013-2014           | Stade lavallois    | Ligue 2         | .           | .           | .                 | .                 | -                    | -                    | -                    | CdL    | .      | .      |
| 2014-2015           | Stade lavallois    | Ligue 2         | .           | .           | .                 | .                 | -                    | -                    | -                    | CdL    | .      | .      |
| 2015-2016           | AFC Tubize         | Proximus League | .           | .           | .                 | .                 | -                    | -                    | -                    | -      | -      | -      |
| 2016-2017           | AFC Tubize         | Proximus League | .           | .           | .                 | .                 | -                    | -                    | -                    | -      | -      | -      |
| 2017-2018           | RU Saint-Gilles    | Proximus League | .           | .           | .                 | .                 | -                    | -                    | -                    | -      | -      | -      |